# Playrix
Playrix — міжнародний розробник ігор. Заснована у 2004 році у Вологді Ігорем та Дмитром Бухманами, з 2013 року компанія базується в Дубліні. Компанія розробила такі безкоштовні мобільні ігри, як Township, Fishdom, Homescapes та Gardenscapes.
Playrix була оцінена в 8 мільярдів доларів у 2021 році. Станом на 2023 рік Playrix була третім найбільшим розробником мобільних ігор у світі за обсягом доходу.

## Історія

### Заснування Playrix
Перед заснуванням компанії Playrix брати Ігор та Дмитро Бухмани розробили кілька простих комп'ютерних ігор разом, поки вони ще були студентами. Їхня перша гра називалася Xonix, яку брати розробили на комп'ютері з процесором Pentium 100. Гра була випущена в 2001 році після місяця розробки. Того ж року вони випустили Discovera, яка була схожа на гру Xonix. Брати встановили ціну на гру в 15 доларів і завантажили її до двохсот каталогів програм. У перший місяць гра принесла 60 доларів. Через шість місяців брати Бухмани випустили свою другу гру, що збільшило їхні місячні доходи до 200 доларів і дозволило їм купити другий комп'ютер. Вони випустили ще одну гру через шість місяців після цього і почали продавати заставки, які купили у програмістів.
До 2004 року Ігор і Дмитро Бухмани випустили три гри та 30 заставок, вперше досягнувши доходу в 10,000 доларів на місяць. Вони офіційно заснували Playrix, орендували офіс у Вологді та найняли десять співробітників. Спочатку компанія переважно розробляла прості головоломки для домашніх комп'ютерів. До кінця 2007 року компанія випустила близько 15 казуальних ігор і свою першу гру для ПК, досягнувши місячного доходу в 300,000 доларів.

### Розвиток компанії за допомогою мобільних ігор
У 2009 році Playrix зацікавилася розробкою безкоштовних ігор для мобільних телефонів, продовжуючи створювати ігри для ПК. Розробник мобільних ігор Perfect Play Studio, зі студіями в основному в Москві та Брянську, був заснований у 2009 році як WebGames, вийшов на ринок у 2010 році та пізніше змінив назву на Perfect Play у 2020 році.
У 2012 році Playrix запустила свою першу гру на Facebook — Township. Гра стала однією з 50 найприбутковіших ігор на Facebook з 350,000 активних користувачів щодня. Через рік Township стала першою грою компанії, випущеною на iOS, а пізніше і на Android. Протягом наступних семи років гру завантажили близько 250 мільйонів разів.
У квітні 2013 року Playrix перемістила свою штаб-квартиру до Дубліна. Компанія почала працювати віддалено у 2015 році, а до 2016 року у неї було більше співробітників, які працювали віддалено, ніж в її центральному офісі.
Наприкінці квітня 2015 року компанія оголосила про випуск своєї другої безкоштовної мобільної гри — Fishdom: Deep Dive. Потім Playrix випустила Gardenscapes (2016) та Homescapes (2017). Перша гра принесла компанії 1,5 мільярда доларів доходу до кінця 2019 року. Пізніше компанія випустила ще дві гри — Wildscapes (2019) та Manor Matters (2019).
Наприкінці 2016 року компанія увійшла до списку 20 найуспішніших мобільних розробників світу. Facebook назвав Gardenscapes грою року.
У серпні 2017 компанія стала найбільш прибутковим мобільним розробником у Європі, а у вересні Playrix зайняла 9 місце у списку найбільш дохідних розробників на Android, та 10 місце — на iOS.

### Придбання та нові розробки
На початку 2018 року брати Бухмани розглядали можливість продажу компанії, але натомість вирішили інвестувати в інші компанії з відеоігор. Влітку 2018 року Playrix інвестувала в одного з найбільших європейських розробників Nexters. У 2018 році Playrix став 9-м найбільш прибутковим видавцем ігор у світі для iOS та Android.
У 2019 році Playrix заробила приблизно 1,7 мільярда доларів. Близько 100 мільйонів доларів було витрачено на покупку акцій європейських ігрових студій. У серпні 2019 року Playrix інвестувала в білоруську компанію Vizor Games. У жовтні того ж року Playrix купила українську компанію Zagrava Games і також інтегрувала в компанію російського розробника ігор Alawar Games. У грудні того ж року вони придбали сербську компанію Eipix Entertainment.
У травні 2020 року Playrix придбала вірменську студію Plexonic і хорватську студію Cateia Games у червні цього року. Завдяки цьому зосередженню на придбаннях компанія зростала швидкими темпами. Станом на 2020 рік у Playrix працювало понад 2500 людей у 25 офісах по всьому світу. У вересні 2020 року Bloomberg, посилаючись на аналіз, проведений App Annie, повідомив, що Playrix став другим найбільш прибутковим розробником мобільних ігор після Tencent.
У лютому 2021 року App Annie назвала Playrix третім за величиною розробником мобільних ігор з точки зору річного доходу, відразу після Tencent і NetEase. Згідно з рейтингами Playrix піднялася з сьомого на третє місце, обійшовши американську компанію Activision Blizzard — розробника серії шутерів від першої особи Call of Duty. У березні 2021 року компанія купила українську студію Boolat Games.
Попри повномасштабне вторгнення Росії в Україні в 2022 році, керівництво компанії, включно з Ігорем Бухмановим, спочатку називало свою команду аполітичною і не планувало йти з російського ринку. Також в месенджері від компанії Slack почали видаляти повідомлення про війну Росії проти України, а українські працівники компанії називають позицію вищого керівництва пасивною. У 2022 році компанія оголосила про намір піти з російського та білоруського ринків, а згодом закрила свої російські офіси. Працівники з постраждалих країн були переведені в інші регіони. За даними галузевого журналу Game World Observer, на початку березня 2022 року кілька компаній індустрії відеоігор, включно з українською дочірньою компанією Playrix — Hit Games, взяли участь у гуманітарних проєктах в Україні, зробивши грошові пожертви.

## Структура компанії
Playrix розташована в Дубліні, Ірландія, і належить та управляється Ігорем і Дмитром Бухманами. У фінансовому році 2023 Playrix отримала дохід приблизно в 1,83 мільярда доларів. Найбільшими ринками збуту є США, Китай та Японія.
У Playrix працює понад 3000 співробітників по всьому світу і має офіси в Ірландії, Сербії, Кіпрі, Вірменії, Казахстані та Україні.

## Фінанси
Під час пандемії COVID-19 у 2020 році Playrix повідомила про зростання кількості завантажень та прибутків. У відповідь на пандемію, у квітні 2020 року Playrix виплатила кожному з 2,100 співробітників одноразову допомогу в розмірі $650 для фінансової підтримки.
У 2020 році, за даними App Annie, Gardenscapes і Fishdom були завантажені 190 мільйонів і 120 мільйонів разів відповідно. Як результат, прибуток Playrix від завантажень і внутрішньоігрових покупок зріс до $1,75 мільярда всього за вісім місяців. Прибуток від реклами склав лише 3% від загальних доходів компанії. Кількість активних гравців на місяць також зросла до 180 мільйонів. Станом на 2021 рік вартість компанії становила $8 мільярдів. Playrix була четвертим за величиною розробником мобільних ігор у світі за доходом, заробивши $2,7 мільярда у 2021 році.
У квітні 2019 року Ігор і Дмитро Бухмани вперше з'явилися в індексі мільярдерів Bloomberg. Їхні статки становили по $1,4 мільярда кожен. Згідно з індексом мільярдерів Bloomberg, станом на вересень 2020 року частка кожного брата оцінювалася в $3,9 мільярда. У 2024 році The Sunday Times повідомила, що їхній спільний статок становить $16,66 мільярда.

## Список ігор

### Поточні ігри
| Year | Title                   | Microsoft Store | macOS | Android | iOS | Facebook Platform | Amazon | Galaxy Store | BlackBerry World |
| ---- | ----------------------- | --------------- | ----- | ------- | --- | ----------------- | ------ | ------------ | ---------------- |
| 2012 | Township                | Так             | Так   | Так     | Так | Так               | Так    | Так          | Ні               |
| 2016 | Fishdom                 | Так             | Так   | Так     | Так | Так               | Так    | Так          | Ні               |
| 2016 | Gardenscapes: New Acres | Так             | Так   | Так     | Так | Так               | Так    | Так          | Так              |
| 2017 | Homescapes              | Так             | Так   | Так     | Так | Так               | Так    | Так          | Так              |
| 2019 | Wildscapes              | Так             | Так   | Так     | Так | Ні                | Ні     | Ні           | Ні               |
| 2019 | Manor Matters           | Так             | Ні    | Так     | Так | Ні                | Ні     | Ні           | Ні               |
| 2023 | Mystery Matters         | Ні              | Ні    | Так     | Так | Ні                | Ні     | Ні           | Ні               |
| 2024 | Fishdom: Solitaire      | Ні              | Ні    | Так     | Так | Ні                | Так    | Ні           | Ні               |

### Попередні ігри
- 4 Elements
- 4 Elements II
- Around the World in 80 Days
- Atlantis Quest
- Rise of Atlantis
- Call of Atlantis
- The Path of Hercules
- Call of the Ages
- Royal Envoy
- Royal Envoy 2
- Royal Envoy 3
- Royal Envoy: Campaign for the Crown
- Brickshooter Egypt
- Around the World in 80 Days
- Fishdom
- Fishdom H2O: Hidden Odyssey
- Fishdom 2
- Fishdom: Spooky Splash
- Fishdom: Harvest Splash
- Fishdom: Frosty Splash
- Fishdom 3
- Aquascapes
- Fishdom: The Depths of Time
- Pocket Fishdom
- Gardenscapes
- Gardenscapes: Mansion Makeover
- Gardenscapes 2
- Farmscapes
- Barn Yarn

## Нагороди (відбір)
- 2016:Facebook Game of the Year за Gardenscapes.[54]
- 2018: Mobile Game Award в категорії Best Game Management & Live Ops за Gardenscapes.[55]